# Boardinghouse

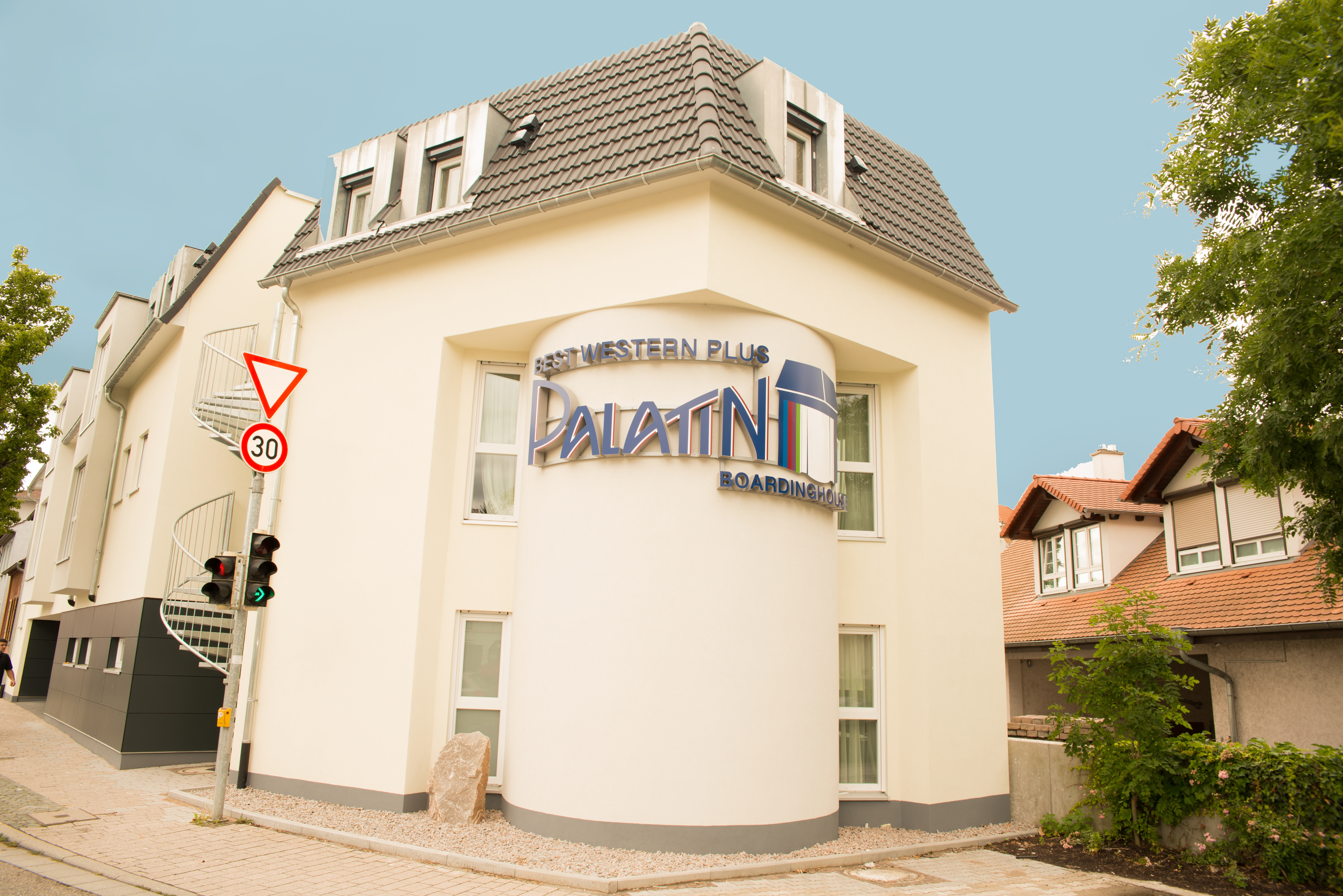
Boardinghouse

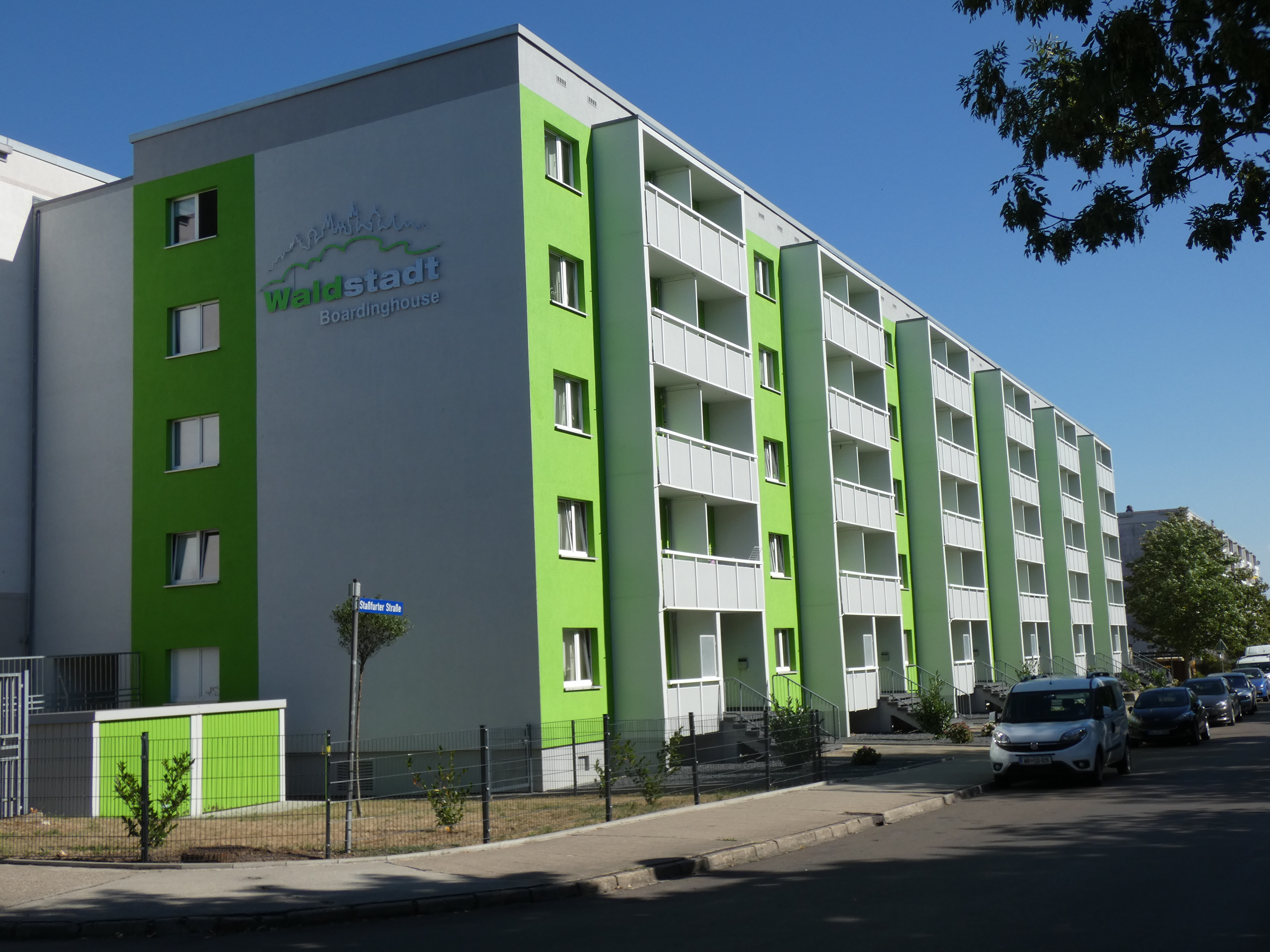
Boardinghouse

Der Begriff Boardinghouse (von englisch boarding = „Verpflegung/Beköstigung“, und house = „Haus“) oder Serviced Apartment bezeichnet einen Beherbergungsbetrieb, welcher Zimmer oder Apartments mit hotelähnlichen Leistungen in meist städtischer Umgebung vermietet. Im Gegensatz zu einer Pension oder einem Hotel ist in einem Boardinghouse ein längerer Aufenthalt geplant. Daher wird im deutschen  Sprachraum auch die Bezeichnung „Zuhause auf Zeit“ genutzt. Die Zimmer und Wohnungen in einem Boardinghouse werden vor allem von Firmen genutzt, die über längere Zeit Mitarbeiter für bestimmte Projekte in andere Städte entsenden. Deren Unterbringung in einem Boardinghouse ist wesentlich günstiger als in einem Hotel. Eine Alternative auf einfacherem Niveau bieten auch Monteurzimmer.
Der Deutsche Hotel- und Gaststättenverband definiert den Begriff so: „Das Boardinghouse (Serviced Apartment) ist ein Beherbergungsbetrieb, der sich meist an Langzeitnutzer in städtischer Umgebung wendet. Die Zimmer sind von ihrer Ausstattung her an privaten Wohnungen ausgerichtet. Der Service reicht von sehr geringem Angebot bis hin zu einem hotelmäßigen Roomservice.“

## Verwandte Begriffe
Manche Anbieter verwenden den Begriff „Boardinghouse“ als Synonym für „Ferienwohnung“ oder „Studentenwohnheim“.

### Apartment-Hotel
Die Abgrenzung des Boardinghouse zum Apartment-Hotel ist nahezu unmöglich. Apartment-Hotels unterscheiden sich theoretisch jedoch von Boardinghouses darin, dass sie noch mehr für kurzfristiges und übergangsweises Wohnen konzipiert sind. Sehr viel häufiger als in Europa findet man Apartment-Hotels in Nordamerika. Auch dort dienen sie Mitarbeitern von Firmen als wechselnde Wohnsitze. Klassische Klientel von Boardinghouses und Apartment-Hotels sind Ingenieure und Monteure auf Montagearbeiten außerhalb der Heimstätte ihres Betriebs. Aber auch die häufig aus dem benachbarten Ausland angeworbenen Bauarbeiter, die auf vielen deutschen Baustellen anzutreffen sind, wohnen in der Regel in Boardinghouses oder Monteurzimmern.

## Ausstattung eines Boardinghouses
Welchen Service ein Bewohner in einem Boardinghouse erhält, ist von Haus zu Haus verschieden. Festgelegte Standards existieren nicht – außer natürlich einem Bett zum Schlafen. Vom Zimmer ohne Frühstück reicht das Angebot bis zu Häusern, die warme Mahlzeiten anbieten. In einem Boardinghouse gibt es normalerweise neben Zimmern auch ganze Appartements für eine oder mehrere Personen, die komplett eingerichtet sind, samt Küche. Daher der Begriff des „Zuhause auf Zeit“. In manchem Boardinghouse gibt es Waschmaschinen, die von den Bewohnern gemeinschaftlich genutzt werden können. Einige Adressen bieten ein Festnetztelefon und einen Internetanschluss auf dem Zimmer. Auf Wunsch können häufig Zimmerreinigung und Wäscheservice dazu gebucht werden.

## Vermietung
Die Vermittlung von Zimmern in einem Boardinghouse erfolgt entweder direkt über die Kontaktaufnahme zu den Anbietern oder über spezialisierte Vermittler. Diese Dienstleistung nutzen vor allem Firmen, die externe Mitarbeiter über einen längeren Zeitraum unterbringen müssen und sich sparen wollen, einzelne Anbieter durchzutelefonieren. Der deutsche Boardinghouse-Markt ist geprägt von einer Vielzahl kleiner Anbieter, Boardinghouse-Ketten sind noch die Ausnahme. Vor allem in Großstädten sind Boardinghouses mittlerweile fester Bestandteil des Übernachtungsangebotes.

## Preise
Die Mietpreise in einem Boardinghouse liegen in der Regel im unteren zweistelligen Bereich pro Nacht und Person. Wer sich über eine längere Zeit einmieten möchte, erhält normalerweise günstigere Konditionen. Boardinghäuser gibt es aber auch in Luxus-Varianten, hier kann eine Nacht mehrere hundert Euro kosten, was immer noch deutlich günstiger ist als beispielsweise eine Luxus-Suite in einem Hotel. Die Preise generell bewegen sich am unteren Ende je nach Anbieter und Ort bei 7,00 Euro pro Nacht für ein Monteurzimmer bis zu über rund 150,00 Euro pro Nacht in einem Appartement bis hin zu 400,00 Euro pro Nacht für ein Penthouse von 215 Quadratmetern.
Einige Anbieter verlangen bei Abschluss des Mietvertrags eine Kaution, auch Kosten für eine Endreinigung kommen in der Regel hinzu.

## Rechtlicher Rahmen
Ein normales Wohnhaus als Boardinghaus zu nutzen und Zimmer darin zu vermieten, ist unter Auflagen erlaubt. Eine bundesweit einheitliche Regelung gibt es nicht. Mehrere Verwaltungs- und Oberverwaltungsgerichte entschieden, dass folgende Kriterien Voraussetzung für die Anerkennung als normaler Wohnraum sind: Die Vermietung muss mindestens zwei, manchmal drei Monate dauern. Im Haus darf es keinen zusätzlichen Service wie ein Mahlzeiten-Angebot, eine ständig erreichbare Rezeption oder Reinigungsservice während der Mietzeit geben. Zweit- oder Ferienwohnungen sind zwar auch Wohnungen, bedürfen aber im Einzelfall einer zusätzlichen baurechtlichen Genehmigung (gewerbliches Wohnen, Gewerbe) und einer gewerberechtlichen Anmeldung, um sie als Monteurzimmer zu vermieten.
Der Bayerische Verwaltungsgerichtshof hat durch Beschluss vom 17. Juni 2016 festgestellt:
„Wird die nähere Umgebung von Wohngebäuden und von Wochenendhäusern geprägt, so verlässt das Vorhaben als Boardinghaus den maßstabsbildenden Rahmen hinsichtlich der Art der baulichen Nutzung, weil dessen Nutzung weder der Nutzung eines Wohngebäudes noch der eines Wochenendhauses entspricht. So ein Vorhaben wäre in einem Gebiet, welches einem reinen Wohngebiet entspricht, unzulässig.“